# Teodora Ducena Vatatzena
Teodora Ducena Vatatzina, en grec medieval Θεοδώρα Δούκαινα Κομνηνή Παλαιολογίνα (Teodora Ducena Comnena Paleòloga), nascuda cap al 1240 i morta el 25 de febrer o el 4 de març de 1303, coneguda generalment amb el nom de Teodora Paleòloga, va ser l'emperadriu consort de l'emperador romà d'Orient Miquel VIII Paleòleg.

## Família
Era filla de Joan Ducas i la seva dona Eudòxia Angelina. El seu avi patern era el sebastocràtor Isaac Ducas Vatatzes, el germà gran de l'emperador de Nicea Joan III Ducas Vatatzes que va regnar del 1221 al 1254 o 1255. L'avi matern de Teodora era el protoestrator Joan Comnè Àngel. El seu nom indica que era membre de la Dinastia dels Àngels i relacionada amb la Dinastia dels Ducas i la dels Comnens, tot i que no es coneix la seva relació exacta amb la família imperial.

## Joventut
Jordi Acropolita diu que Teodora va quedar orfe a la seva adolescència. El pare de Teodora va morir jove, i la seva mare va morir a principis de la dècada de 1250. Va ser educada pel seu oncle Joan III que l'hauria estimat com una filla. El 1253, Joan III va organitzar el matrimoni de Teodora amb Miquel VIII Paleòleg, fill del general Andrònic Paleòleg.
Joan III va morir el 3 de novembre del 1254. El seu fill, Teodor II Làscaris, que l'havia succeït, va morir quatre anys després. Joan IV Ducas Làscaris, llavors amb set anys, va pujar al tron. Miquel Paleòleg va maniobrar hàbilment per apropiar-se del tron. Primer es va convertir en regent i després va anar ampliant la seva influència. L'última etapa es va produir a principis de l'any 1259 quan Miquel i Joan es van coronar com a coemperadors. No hi ha cap indici que Teodora fos coronada emperadriu al mateix temps. L'historiador bizantí Jordi Paquimeres diu en els seus escrits que hi havia una diferència jeràrquica durant la cerimònia de coronació entre la parella imperial i el jove Joan, que portava vestits menys elegants.

## Emperadriu
Aleix Estrategopul, el 25 de juliol de 1261, va recuperar Constantinoble, l'antiga capital de l'Imperi que havia estat conquerida pels croats durant la Quarta Croada. Miquel va aprofitar la victòria del seu general i va entrar a la ciutat el 15 d'agost de 1261, seguit aviat per Teodora i els seus fills. Al setembre, Miquel va ser coronat per segon cop emperador a la basílica de Santa Sofia. Se suposa que Teodora també va ser coronada en aquesta segona presa de possessió, però la seva coronació no està expressament indicada en els escrits de Paquimeres.
En aquells moments, sembla que Teodora i Miquel tenien una crisi en la seva relació. Segons Paquimeres, Miquel s'hauria enamorat de Constança II de Hohenstaufen, la filla gran de l'emperador Frederic II del Sacre Imperi Romanogermànic, que havia estat casada breument amb Joan Vatatzes abans de la seva mort. Miquel va prometre a Constança que es divorciaria de Teodora si acceptava casar-se amb ell. Quan Teodora es va assabentar d'això, va recórrer al patriarca Arseni de Constantinoble demanant-li ajuda. El patriarca es va enfrontar a l'emperador i el va pressionar perquè abandonés els seus projectes. Finalment Miquel va cedir i va fer tornar Constança a casa seva el desembre del 1261.
Hi ha poques fonts sobre el paper polític de Teodora durant el regnat del seu marit. Hauria tingut un paper important en el matrimoni de les seves dues filles, Anna i Irene. També presumptament hauria intervingut davant del seu marit per obtenir indulgència en relació amb persones jutjades que no eren del gust de l'emperador. Els indicis del seu paper polític es relacionen principalment amb el suport que va donar a les comunitats monàstiques. Diversos documents dels arxius dels monestirs de Patmos i Lembiotissa datats del 1259 a 1281 demostren la seva important participació. Quan Miquel va dur a terme una política a favor de la unió de l'Església durant el Concili de Lió el 1274. Hi ha proves que demostren que Teodora donava suport als adversaris d'una unió. Després d'haver aconseguit convèncer el seu marit, va donar suport a la seva política. Quan va morir l'emperador el 1282, es va retirar de la vida pública, a inicis del 1283.
Teodora va tenir un paper destacat recolzant l'educació dels nens i a la promoció de la producció de manuscrits. Poc després de la presa de Constantinoble, va encarregar en particular al monjo Arsenios que traduís al grec una obra sobre geometria realitzada pel filòsof persa al-Zanati. La traducció es conserva al manuscrit de Nàpols (II C 33), amb una nota que dona informació sobre el mecenatge de Teodora.

## Mort
Teodora va morir de malaltia l'any 1303, "el dilluns de la segona setmana dels dejunis", que podria ser el 25 de febrer o el 4 de març, segons les interpretacions. El seu fill, l'emperador Andrònic II Paleòleg, li va oferir un magnífic funeral. Va ser enterrada a l'església de Sant Joan Baptist al convent de Lips, on havia preparat la seva tomba uns anys abans. L'oració fúnebre la va pronunciar l'escriptor i filòsof bizantí Teodor Metoquita.

## Fills
Teodora i Miquel VIII van tenir set fills:
- Manuel Paleòleg, nascut cap al 1255 i mort abans del 1259.
- Irene Paleòloga (nascuda cap al 1256 - mort abans de 1328), que es va casar amb l'emperador Ivan Asen III de Bulgària i es va convertir en emperadriu de Bulgària.
- Andrònic II Paleòleg, emperador de l'any 1282 al 1328.
- Anna Paleòloga (nascuda cap al 1260 - 1299/1300), que es va casar amb Demetri Ducas Comnè Cutrules, tercer fill de Miquel II Àngel-Comnè Ducas.
- Constantí Paleòleg, (1261 - 1306), que es va casar amb Irene Raulina, cosina segona seva.
- Teodora Paleòloga, que es va casar amb el rei David IV de Geòrgia.
- Eudòxia Paleòloga, que es va casar amb l'emperador Joan II de Trebisonda.
- Teodora Paleòloga, nascuda cap al 1263 i morta després del 1310.[1]